# Axel Wallén (1877–1935)
Axel Wilhelm Wallén, född 27 juli 1877 i Göteborg, död 24 februari 1935 i Stockholm, var en svensk hydrograf och meteorolog.
Wallén blev student 1895, filosofie kandidat 1898, filosofie licentiat 1905, filosofie doktor 1906 och docent i hydrografi samma år, allt i Uppsala. Då 1907 en särskild hydrografisk byrå för undersökning av Sveriges färskvatten inrättades, blev han dennas förste föreståndare. Efter att Hydrografiska byrån 1918 sammanslagits med förutvarande Meteorologiska centralanstalten till Statens meteorologisk-hydrografiska anstalt (SMHA) var han 1918-35 överdirektör och chef för den utvidgade nya anstalten. År 1915 blev han även lärare i klimatologi vid Skogshögskolan.
Wallén verkade med kraft för organiserandet och utförandet av de färskvattenshydrografiska undersökningarna i Sverige samt författade ett stort antal avhandlingar och uppsatser av främst hydrografiskt och meteorologiskt innehåll. Genom hans undersökningar över de lagbundna variationerna i Vänerns och andra vattendrags vattenstånd fick man en metod för att på ett tidigare stadium ställa i huvudsak riktiga prognoser över vattenståndet i Sveriges älvar och över nederbörden, och genom sitt sist nämnda arbete förde han undersökningarna över sambandet mellan de viktigaste klimatologiska faktorerna och skörderesultaten i Sverige ett viktigt steg framåt. 
Wallén blev 1921 sekreterare i Svenska sällskapet för antropologi och geografi och var redaktör för detta sällskaps tidskrift Ymer från 1928 till sin död. Han var ledamot av Internationella meteorologiska kommittén 1921 och president i Internationella kommissionen för lantbruksmeteorologi 1923. Han blev ledamot av Lantbruksakademien 1914, av Ingenjörsvetenskapsakademien 1919 och av Vetenskapsakademien 1923. Axel Wallén är begravd på Bromma kyrkogård.
Han var far till meteorologen Carl Christian Wallén och generaldirektören Axel Wallén.